# Sune Stigsjöö
Sune Ingemar Stigsjöö, född 7 maj 1926 i Göteborg, död 18 december 1989 i Alingsås församling, var en svensk bokförläggare och författare. 

## Biografi
Stigsjöö grundade Zindermans förlag 1960 och drev det till 1985. Han var också chef för Författarförlaget 1969–1974.
För sitt författarskap fick Stigsjöö Eckersteinska litteraturpriset 1952 och  Boklotteriets stipendieum 1953. Han tilldelades 1989 ett stipendium av Svenska Akademien "för en storartad kulturinsats". Han fick emellertid aldrig uppleva detta, då han avled två dagar före tillkännagivandet.  
Sune Stigsjöö var far till ufo-författaren Staffan Stigsjöö. Han är gravsatt tillsammans med sin hustru Hjördis Holber Stigsjöö och sin son på Alingsås stadskyrkogård.